# Oides aruensis
Oides aruensis là một loài bọ cánh cứng trong họ Chrysomelidae. Loài này được Vachon miêu tả khoa học năm 1980.